# Ernestinenschule

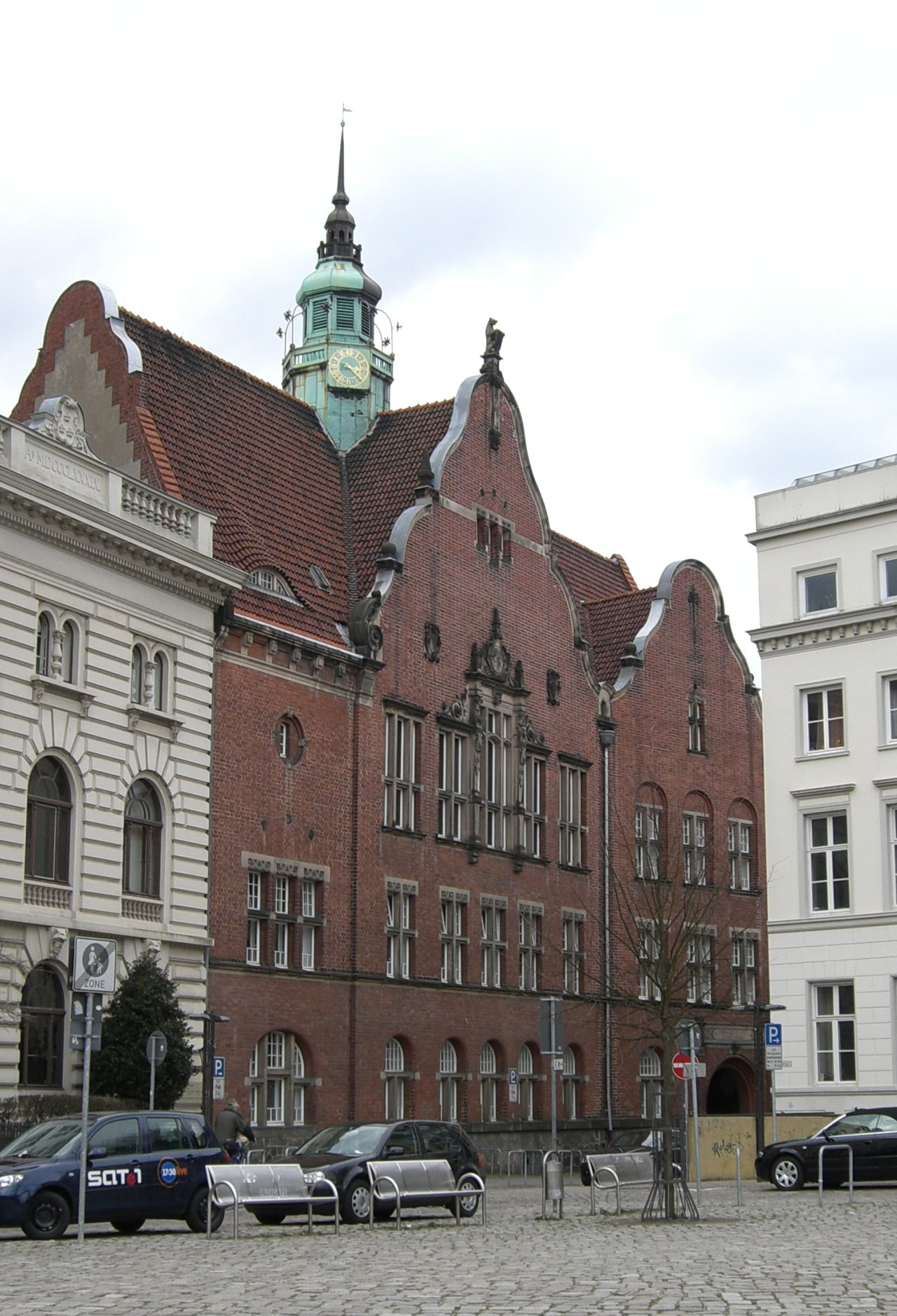
Die Ernestinenschule vom Koberg aus gesehen

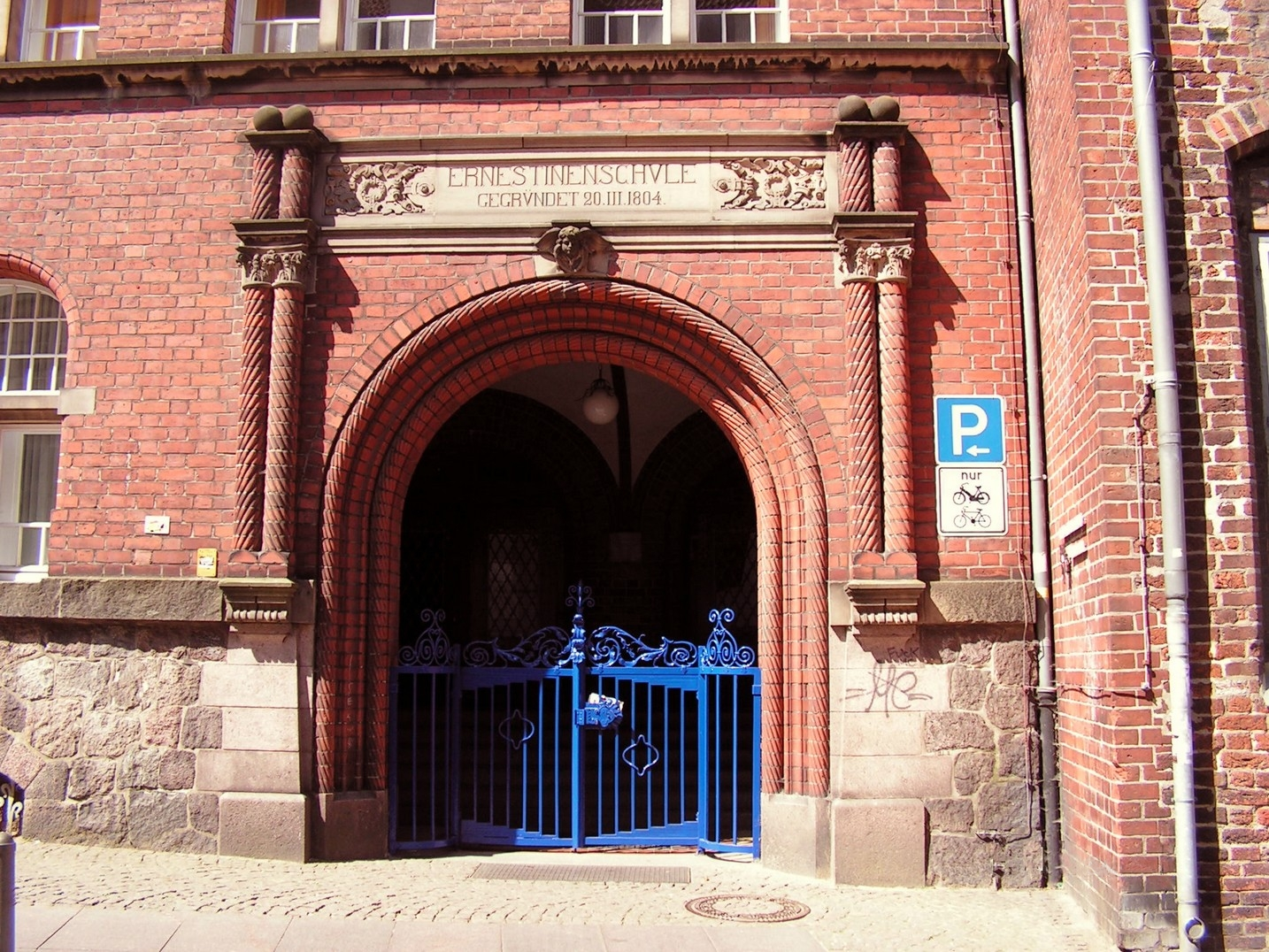
Eingang in der Kleinen Burgstraße

Die Ernestinenschule zu Lübeck ist ein Gymnasium in der Lübecker Altstadt.

## Geschichte
Die Schule wurde am 20. März 1804 als Lehranstalt für Töchter („die weibliche Jugend, das weibliche Geschlecht“) der „mittleren Bürgerklasse“ durch den Prediger Hermann Friedrich Behn, den Hauptpastor an St. Marien Bernhard Heinrich von der Hude und drei weitere „angesehene Bürger“, darunter der namensgebende Stifter Ernst Hermann Kurtzhals, gegründet. Am 3. Juli begann sie mit dem Unterricht, der im ehemaligen, seit Johann Adolph Schinmeiers Tod leerstehenden Amtssitz der Superintendenten im Innenhof der Wehde in der Mengstraße stattfand. Von 1804 bis 1900 war die Schule eine privat betriebene Einrichtung, die seit 1830 den Namen „Ernestinenschule“ trägt. Im April 1900 ging die zehnklassige Höhere Mädchenschule an den Staat Freie und Hansestadt Lübeck über und erhielt vier Jahre später durch den Baudirektor Johannes Baltzer das repräsentative Gebäude in der Kleinen Burgstraße 24–26, das die Stadt Lübeck noch heute besitzt und betreibt. 1902 wurde der Schule ein staatliches Seminar für Lehrerinnen an mittleren und höheren Mädchenschulen angegliedert und von dem Oberlehrer Albin Möbusz unter dem Direktor Paul Hoffmann geleitet. Bis dahin hatten Lübecker Lehrerinnen ihre Ausbildung am Roquetteschen privaten Lehrerinnenseminar erhalten. 1919 wurde das Seminar an der Ernestinenschule aufgelöst und eine realgymnasiale Studienanstalt eingerichtet. Seit 1981/1982 die Koedukation eingeführt wurde, trägt sie die Bezeichnung Gymnasium für Mädchen und Jungen der Hansestadt Lübeck. Hinter Treppengiebeln der Renaissance von Brauhäusern aus dem 16. Jahrhundert (zuletzt genutzt bis 1972 durch die Brauerei Hans Wilcken) entstand 1981 im Rahmen der Altstadtsanierung mit Städtebauförderungsmitteln der Turnhallenneubau der Ernestinenschule auf den Grundstücken Engelswisch 15–21 als Voraussetzung der Koedukation.
Heute besuchen 800 Mädchen und Jungen das Gymnasium in der Lübecker Altstadt; 67 Lehrkräfte unterrichten sie (Stand: März 2019). Im benachbarten denkmalgeschützten backsteingotischen Kranen-Konvent ist seit 2013 die neue Mensa der Schule und die Orientierungsstufe untergebracht.
Seit 2013 ist die Ernestinenschule erfolgreiche Jugend debattiert Schule. Im März 2019 gewann eine Schülerin der Ernestinenschule erstmals den Jugend debattiert Landeswettbewerb Schleswig-Holstein im Landeshaus Kiel.
Seit Januar 2015 ist die Ernestinenschule Europaschule.
Im Jahr 2019 etablierte die Ernestinenschule eine Schulpartnerschaft mit der mosambikanischen Schule Josina Machel in Gondola. 
Die Ernestinenschule ist im Juni 2024 zur Schule des Jahres 2024 in Schleswig-Holstein gekürt worden.

## Persönlichkeiten

### Schüler
- Luise Reuter, geb. Kuntze (1817–1894), 1834/35 Schülerin der Ernestinenschule, später Ehefrau von Fritz Reuter
- Isa Vermehren (1918–2009), Kabarettistin, Schauspielerin, Ordensschwester (1933 von der Schule verwiesen)
- Pauline Roquette (* 25. Dezember 1828; † unbekannt), Lehrerin an der Töchterschule ihrer Schwestern[5]
- Clara Roquette (* 18. Januar 1836; † unbekannt), 1871 Gründerin einer Töchterschule in der Burgstraße 611 (jetzt 25), 1877 Gründerin eines Lehrerinnenseminars mit der Schwester Amélie
- Amélie Roquette (* 25. Januar 1844; † 6. Juli 1918), 1877 Gründerin des Roquetteschen privaten Lehrerinnenseminars zusammen mit ihrer Schwester Clara
- Esther Adler, verheiratete Carlebach (1853–1920), Rabbiner-Ehefrau, Schriftstellerin, Mutter von zwölf Kindern
- Emma Grünfeldt (* 8. September 1880 in Wismar, am 6. Dezember 1941 deportiert ins Lager Jungfernhof bei Riga), Lehrerin an der späteren Kahlhorstschule[6]
- Charlotte Landau, geborene Mühsam (1881–1972), Bürgerschaftsabgeordnete (1919–1921) der DDP, Frauenrechtlerin[7]
- Anna Dräger-Mühlenpfordt (1887–1984), Malerin, verheiratet mit Carl Mühlenpfordt[8]
- Luise Klinsmann (1896–1964), Politikerin, erste Senatorin Lübecks[9]
- Antje Kosegarten, (* 1932), Kunsthistorikerin
- Gabriele Schopenhauer (* 1951), Lehrerin, Stadtpräsidentin von Lübeck
- Kristo Šagor (* 1976), Theaterautor und Regisseur (Abitur)
- Yvonne Struck (* 1976), Schriftstellerin
- Constanze Becker (* 1978), Schauspielerin
- Marie-Luise Bram (* 1981), Journalistin und Fernsehmoderatorin
- Tim Klüssendorf (* 1991), Bundestagsabgeordneter (SPD)
- Felix von der Laden (* 1994), Let’s Player und Vlogger auf dem Videoportal YouTube

### Lehrer
- Hermann Jimmerthal (1809–1886), Organist und Komponist (Lehrer ab 1834)
- Carl Friedrich Wehrmann, Direktor von 1834 bis 1854
- Wilhelm Deecke, Direktor von 1855 bis 1870
- Esther Carlebach geborene Adler (1853–1920) unterrichtete als 16-Jährige ab 1869, insgesamt drei Jahre bis 1872[10]
- Cornelia Schorer (1863–1939), eine der ersten promovierten Ärztinnen Deutschlands, unterrichtete von 1882 bis 1884 Deutsch und Französisch
- Otto Anthes (1867–1954), von 1903 bis 1926
- Paul Carrière (1887–1929), Musikpädagoge
- Herbert Bellmer (1895–1950), Schulleiter von 1940 bis 1945
- Bruno Grusnick (1900–1992), Musikwissenschaftler und Kirchenmusiker (Studienrat ab 1928)
- Rolf Saltzwedel (1928–2016), Heimathistoriker und -publizist (Direktor von 1976 bis 1990)